# Anne de Gaulle
Anne de Gaulle (1. ledna 1928 Trevír – 6. února 1948 Colombey-les-Deux-Églises) byla nejmladší dcera generála Charlese de Gaulla a jeho manželky Yvonne. Narodila se v německém Trevíru, kde se její otec působil v okupační armádě Porýní.

## Život
Narodila se s Downovým syndromem a až do své smrti žila s rodinou. Generál de Gaulle, jenž byl obvykle nedemonstrativní a stoický ve vztahu ke své rodině, se k ní choval otevřeněji a extrovertněji. De Gaulle ji bavil písněmi, tanci a pantomimou.

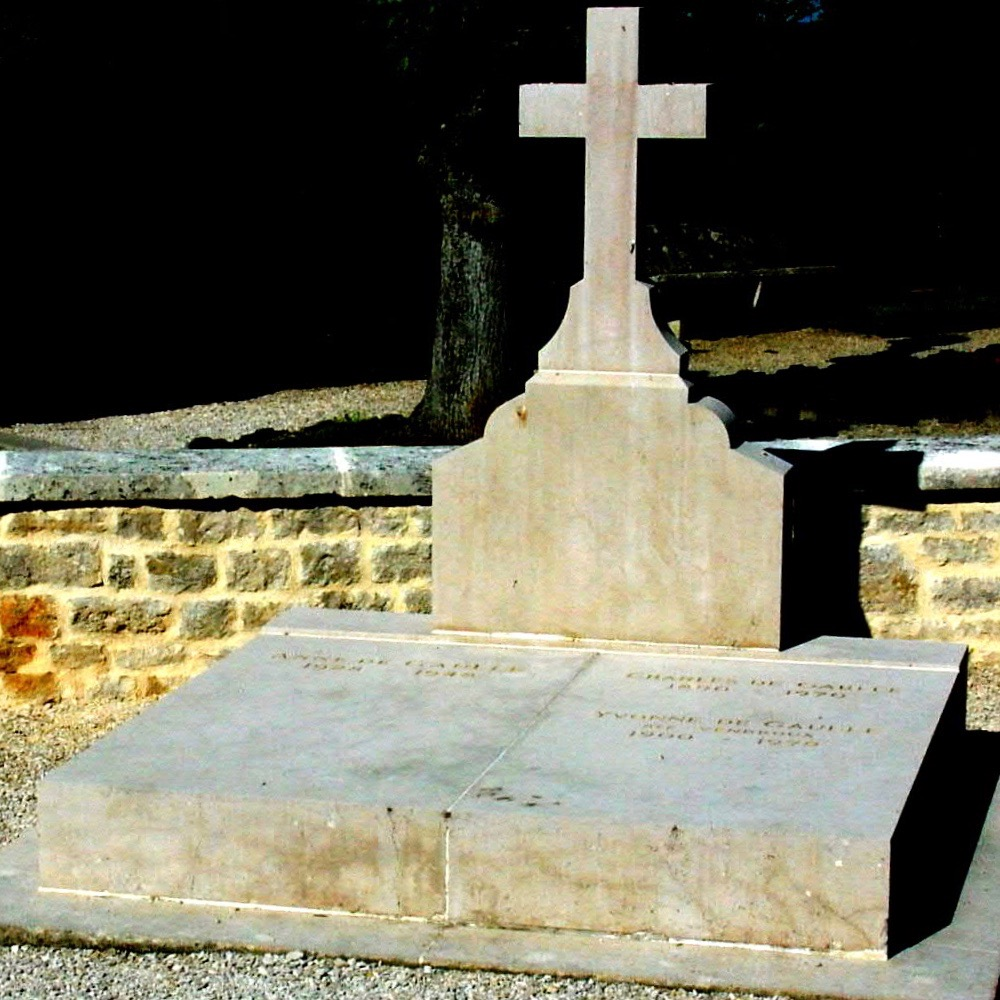
Hrob Anne vedle jejích rodičů

V říjnu 1945 zakoupila Yvonne de Gaulle zámek Vert-Cœur v Milon-la-Chapelle (Yvelines), kde zřídila soukromou nemocnici pro postižené dívky: Fondation Anne de Gaulle.
Zemřela 6. února 1948 v Colombey-les-Deux-Églises na zánět průdušek ve věku 20 let. Dokázala zřetelně říci pouze jedno slovo: „Papa“. Její otec po její smrti řekl: „Teď je jako ostatní.“ („Maintenant, elle est comme les autres.“)
Dne 22. srpna 1962 se Charles de Gaulle stal cílem neúspěšného atentátu v Petit-Clamart. Později uvedl, že potenciálně smrtelnou kulku zastavil rámeček fotografie Anny, kterou nosil vždy u sebe – toho dne ji umístil na zadní polici svého auta. Když v roce 1970 zemřel, byl pohřben na hřbitově v Colombey vedle své milované dcery.
Ve filmu De Gaulle z roku 2020 ji ztvárnila herečka Clémence Hittinová.